# Aleksander Kotsis

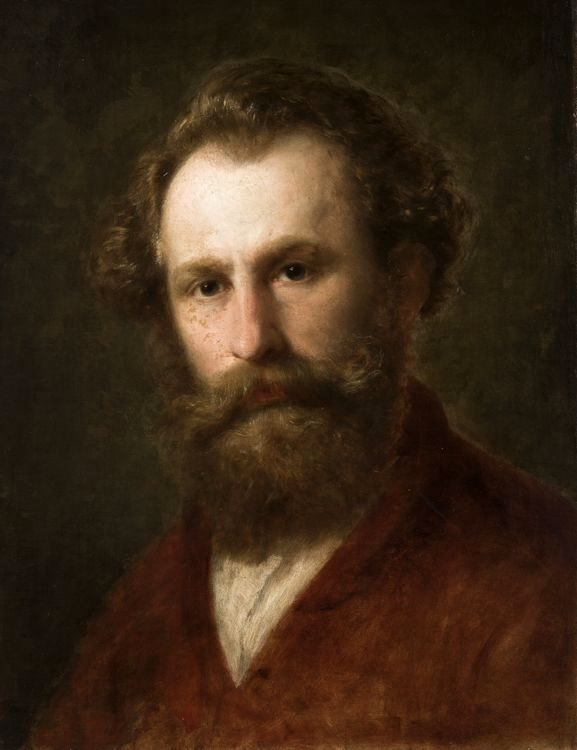
Aleksander Kotsis, Selbstbildnis

Aleksander Kotsis (* 30. Mai 1836 in Ludwinów bei Krakau; † 7. August 1877 in Podgórze) war ein polnischer Maler.

## Leben
Ab 1850 studierte Kotsis an der Akademie der Bildenden Künste Krakau u. a. bei Wojciech Stattler und Władysław Łuszczkiewicz. Zu seinen Freunden zählten Jan Matejko, Andrzej Grabowski und Artur Grottger. 1860 ging Kotsis nach Wien und setzte dort sein Studium an der Akademie der bildenden Künste Wien bei Ferdinand Georg Waldmüller fort. 1866 kam er nach Warschau, 1867 nach Paris und Brüssel. Den Zeitraum 1871–1875 verbrachte er in München, wo er sich dem Kunstverein anschloss. Er malte hauptsächlich Landschaften, Porträts und Genrebilder.